# Awariku
Awariku (auch Awarik, Warika, Awarikku, assyrisch Urikki, luwisch Wariki) war im 8. Jahrhundert v. Chr. König des anatolischen Kleinstaates Qu'e im späteren ebenen Kilikien (Kilikia Pedias), in der heutigen Provinz Adana in der südlichen Türkei.

## Leben
Qu'e war zu der Zeit des Awariku dem assyrischen König Tiglat-Pileser III. tributpflichtig. Seine Regierungszeit wird von 738 bis 709 v. Chr. angenommen, dauerte also bis in die Herrschaftszeiten von Salmanassar V. und Sargon II. an. Recai Tekoğlu und André Lemaire halten es für wahrscheinlich, dass er einen Vertrag mit dem Assyrischen Reich über ein spezielles Schutzverhältnis hatte, womit sie seine relativ lange Regierungszeit zu begründen versuchen. Während dieser Zeit verlor Qu'e ebenso wie das benachbarte Hilakku seinen Status als Vasallenstaat und wurde direkt Assyrien angegliedert. Ein Statthalter namens Aššur-Šarru-Usur wurde entsandt, dem Awariku verantwortlich war. Darauf schickte dieser eine 14 Mann starke Delegation zum urartäischen König, um geheime Verhandlungen aufzunehmen. Die Abordnung wurde vom phrygischen König Midas abgefangen und dem Statthalter übergeben. Ob Awarikus baldiger Tod damit im Zusammenhang steht, kann nur vermutet werden.

## Erwähnungen
Awariku ist Autor der als Bilingue von Çineköy bekannten, zweisprachig luwisch-phönizischen Inschrift auf einer Baalstatue, die 1997 südlich von Adana, der vermuteten Residenzstadt von Qu'e, gefunden wurde. Im luwischen Text wird er Wariki genannt, im phönizischen ist nur der Buchstabe W erhalten, was Lemaire zu WR(Y)K ergänzt. Sein Land bezeichnet er luwisch als Hiyawa, phönizisch als Adanawa, Land der Danunäer. Er berichtet, er habe acht Festungen im Osten und sieben Festungen im Westen seines Reiches erbauen lassen und führt seine Abstammung auf das Haus des Mopsos (Muk(a)sa im luwischen, MPŠ im phönizischen Text) zurück. Dieser wurde von einigen Forschern mit dem Seher und Städtegründer Mopsos der griechischen Mythologie verbunden.
In der Bilingue von Karatepe, einer in Karatepe-Arslantaş, dem hethitischen Azatiwataya, gefundenen Inschrift beschreibt der dortige Herrscher Azatiwada, ein hoher Beamter des Awariku, seine Verdienste um das Königreich von Qu'e. Dem Text zufolge hat er das Reich befestigt und erweitert sowie die Nachkommen Awarikus inthronisiert. Auch er gibt Mopsos als seinen Ahnherrn an. Awariku wird hier, wie in Çineköy, als König der Danunäer bezeichnet.
In einer phönizischen Inschrift aus Hasanbeyli, nahe Zincirli, wird Awariku ebenfalls erwähnt, desgleichen in der noch unveröffentlichten Trilingue von İncirli.
In assyrischen Texten aus der Zeit von Tiglat-Pileser III. und Sargon II. wird er unter dem Namen Urikki als tributpflichtiger Herrscher genannt.